# Melanostoma meijerei
Melanostoma meijerei är en tvåvingeart som beskrevs av Goot 1964. Melanostoma meijerei ingår i släktet gräsblomflugor, och familjen blomflugor. Inga underarter finns listade i Catalogue of Life.